# Isabel García Tejerina

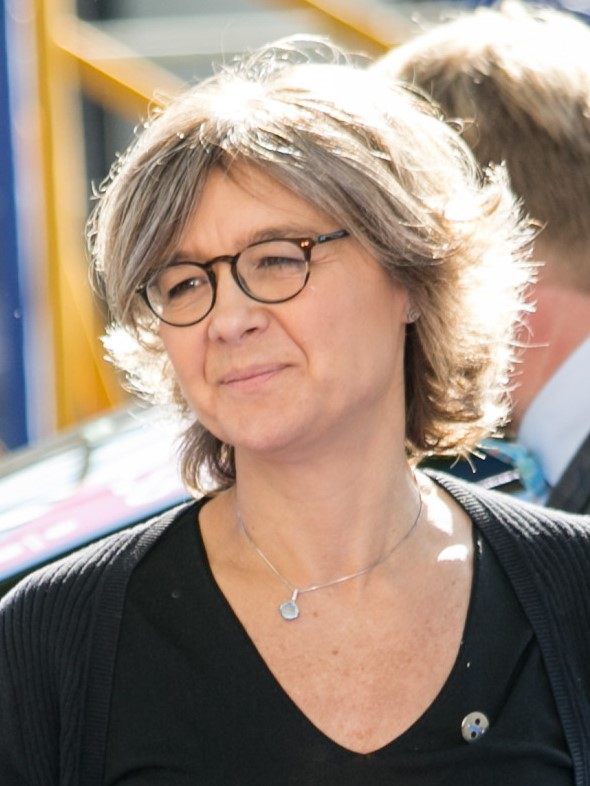
Isabel García Tejerina (2017)

Isabel García Tejerina (* 9. Oktober 1968 in Valladolid) ist eine spanische Politikerin der Partido Popular und Managerin.

## Werdegang
García Tejerina studierte Agraringenieurswesen an der Polytechnischen Universität Madrid sowie Rechtswissenschaft an der Universität Valladolid.
Im April 2000 wurde García Tejerina Staatssekretärin im Ministerium für Landwirtschaft, Fischerei und Ernährung unter Minister Miguel Arias Cañete, nachdem sie bereits unter dessen Vorgängerin Loyola de Palacio im Ministerium tätig gewesen war. Nach den verlorenen Parlamentswahlen 2004 wechselte sie in die Privatwirtschaft und übernahm die Verantwortung für die strategische Planung beim Düngemittelhersteller Fertiberia. Nachdem bei den Parlamentswahlen 2011 die PP unter Mariano Rajoy erneut in die Regierungsverantwortung gekommen war, kehrte sie im Februar 2012 auf den Staatssekretärsposten im Ministerium für Landwirtschaft, Fischerei und Ernährung zurück. Im April 2014 trat Cañete von seinem Ministeramt zurück, um als Spitzenkandidat der PP für die Europawahl 2014 anzutreten, und Tejerina wurde seine Nachfolgerin. Bei den Parlamentswahlen 2015 zog sie erstmals als Abgeordnete in den Congreso de los Diputados ein, bei den vorzeitigen Wahlen 2016, da keine Regierungsmehrheit zustande gekommen war, wurde sie abermals ins Parlament gewählt. In der folgenden Minderheitsregierung unter Rajoy blieb sie im Ministeramt, ehe es im Zuge eines konstruktiven Misstrauensvotums am 1. Juni 2018 zu einem Regierungswechsel kam.
Im April 2019 übernahm García Tejerina die Leitung der PP-Kampagne für die im folgenden Monat anstehende Europawahl 2019 vom bisherigen Kampagnenleiter Javier Maroto. Im März 2020 schloss sie sich der Beratungsfirma Ernst & Young an.